# Žene ob grobu
 Žene ob grobu  je drama Boža Voduška, izdana leta 1945 v Ljubljani.

## Obnova

### Osebe
- Veronika, mati padlega partizana.
- Katarina, njegova nevesta.
- Viktorija, voditeljica partizank.
- Glasi Iztoka, mrtvega partizana.
- Partizanka.
- Zbor kmetic.

Viktorija in Katarina obiščeta Veroniko, ki je odšla na sinov grob – sovražnik se bliža, treba se bo umakniti, Veroniko pa prepričati, naj odide z njimi in se reši. A Veronike ni mogoče odtrgati od groba, ne boji se smrti, bo vsaj s sinom počivala v isti jami. Katarina jo skuša na vse načine pregovoriti, čeprav je tudi sama polmrtva od žalosti. A vse je brez uspeha. Položaj postaja nevaren in Viktorija skuša žalujočo s silo odpeljati. Veronika se upre in zagrozi s prekletstvom in samomorom, kar prepriča tudi Katarino. Obe bosta ostali in umrli na grobu tistega, ki sta ga čezvse ljubili. Viktorija obsodi njuno dejanje kot slabost,zbor jima očita, da lastno žalost postavljata nad velike zakone skupnosti , a od bolečine prevzeti ženski ne slišita. Ko ostaneta sami, se odločita za samomor, to bo zadnje dejanje njune zvestobe do ljubljenega. Tedaj se iz groba oglasi Iztok: njun obup ga teži kot kamen, njuna smrt naj bo sramota, slabost, izdaja, ki bo vzela smisel njegovi smrti. Kdor zataji tisto, za kar je padel, zataji njega, onidve pa morata z njegovim imenom na ustih v boj za novo življenje! Ženski se ovesta svoje slabosti, žal jima je za njuno blodnjo, prevzamejo ju pogum, odločnost in pripravljenost za boj. Tedaj prihiti partizanka: tovariši so prišli na pomoč, sovražnik je premagan in beži, tako so poplačani naša vera in žrtve mrtvih junakov! Odblesk Iztokove slave pada na vse nas, on in njegovi so nam poroki za našo svobodo. 